# Christian Pedersen (cykelrytter)
Kristian "Christian" Rudolf Pedersen (17. september 1920 i Horsens - 24. november 1999 i Kongens Lyngby) var en dansk cykelrytter.
Den 2. august 1944 cyklede han i 12 timer på Ordrupbanen ved København, og undervejs satte han 12 verdensrekorder. Pedersen var på det tidspunkt regerende dansk mester i landevejscykling.

## Verdensrekorder, 1944
Verdensrekorder sat under 12-timersløbet:
| Tid      | Distance     | Gns.fart    |
| -------- | ------------ | ----------- |
| 3 timer  | 119,431 km   | 39,810 km/t |
| 4 timer  | 154,722 km   | 38,681 km/t |
| 7 timer  | 0247,9225 km | 35,428 km/t |
| 8 timer  | 280,550 km   | 35,069 km/t |
| 9 timer  | 310,574 km   | 34,582 km/t |
| 10 timer | 341,270 km   | 34,127 km/t |
| 11 timer | 370,640 km   | 33,695 km/t |
| 12 timer | 401,555 km   | 33,463 km/t |

| Distance                | Tid        | Gns.fart    |
| ----------------------- | ---------- | ----------- |
| 150 km                  | 03:51:18,6 | 38,909 km/t |
| 300 km                  | 08:40:13,6 | 34,600 km/t |
| 200 miles (321,8688 km) | 09:24:58,8 | 34,182 km/t |
| 400 km                  | 11:57:14,0 | 33,462 km/t |

## Væsentlige første-pladser
- 1942, Fyen Rundt
- 1943, Dansk mesterskab i linieløb
- 1944, Fyen Rundt
- 1944, Dansk mesterskab i linieløb
- 1945, Dansk mesterskab i linieløb
- 1946, Dansk mesterskab i enkeltstart
- 1947, Dansk mesterskab i enkeltstart
- 1953, Fredsløbet
- 1953, Dansk mesterskab i linieløb